# Valašská Bystřice
Valašská Bystřice é uma comuna checa localizada na região de Zlín, distrito de Vsetín.